# Локоссуэ, Кваме
Кваме Локоссуэ (фр. Kouamé Lokossué, род. 12 декабря 1985) — ивуарийский шоссейный велогонщик.

## Карьера
В 2007 году стал чемпионом Кот-д'Ивуара и принял участие на Всеафриканских играх проходивших в городе Алжир (Алжир). Несколько раз участвовал на чемпионате Африки и Туре дю Фасо. Выиграл этап на Туре Камеруна в рамках Африканского тура UCI.

## Достижения
2005
6-й этап на Букль дю Котон
2006
3-й на Тур де л'ор блан
2007
 Чемпион Кот-д'Ивуара — групповая гонка
2-й на Чемпионат Кот-д'Ивуара — индивидуальная гонка
Тур де л'ор блан
1-й в генеральной классификации
1-й этап
Тур де л'эст интернациональ
1-й в генеральной классификации
5-й (TTT) и 9-й этапы
1-й этап на Тур Того
Prix d'Attécoubé
2008
Prix d'Attécoubé
Grand Prix Ahoua Simon
Тур независимости Кот-д'Ивуара
3-й на Тур де л'ор блан
2009
2-й на Чемпионат Кот-д'Ивуара — групповая гонка
Тур де л'эст интернациональ
1-й в генеральной классификации
10-й (ITT) этап
2-й на Grand Prix Ahoua Simon
2010
10-й этап на Тур Камеруна

## Рейтинги
| Год                 | 2006 | 2007  | 2008 | 2009 | 2010 | 2011 | 2012  |
| ------------------- | ---- | ----- | ---- | ---- | ---- | ---- | ----- |
| Африканский тур UCI | 74-й | 112-й | 83-й | 82-й | 77-й | -    | 170-й |
|                     |      |       |      |      |      |      |       |
| Источник: UCI       |      |       |      |      |      |      |       |